# Levantamiento de Valle
El levantamiento de Valle fue una acción peronista cívico-militar conducida por el general de división Juan José Valle el 9 de junio de 1956, con el fin de derrocar a la dictadura autodenominada Revolución Libertadora. El levantamiento integra el proceso más amplio conocido como la Resistencia peronista.
El levantamiento fue rápidamente anulado esa misma noche por la dictadura, que inmediatamente decidió castigar severamente a los rebeldes ordenando el fusilamiento ilegal del propio general Valle y 15 militares sublevados, así como el célebremente infame fusilamiento clandestino de 18 civiles, en las localidades bonaerenses de Lanús y José León Suárez. Estas ejecuciones permanecieron desconocidas hasta su descubrimiento al año siguiente por parte del periodista Rodolfo Walsh, quien publicó su investigación en la clásica y pionera novela de no-ficción Operación Masacre.
Por el efecto de los fusilamientos, se generalizó entre los peronistas y sectores opositores a la dictadura la denominación de la misma como «Revolución Fusiladora».

## Los hechos
La conspiración fue encabezada por el general Valle, un militar que había integrado la Junta Militar de 17 generales que en septiembre de 1955 quienes tomarían el poder. También estaba comprometido el general Miguel Ángel Iñíguez, quien iba a ser el jefe de Estado Mayor de la revolución, pero como había sido arrestado tiempo antes de su estallido no participó en el mismo. Los sublevados contaban con sacar partido del resentimiento de muchos oficiales y suboficiales en retiro y de la intranquilidad de los que estaban en servicio activo, pero no lograron el apoyo de Perón, exiliado por entonces en Panamá.
En la noche del 9 de junio de 1956 se inició el levantamiento y fue rápidamente derrotado, con escasos enfrentamientos armados, en los que murieron cinco militares, Blas Closs, Rafael Fernández y Bernardino Rodríguez que resistieron la sublevación y Carlos Yrigoyen y Rolando Zanetta, del bando peronista.
El dictador Pedro Eugenio Aramburu e Isaac Rojas (presidente y vicepresidente, respectivamente), fueron informador por los servicios de inteligenncia del levantamiento aunque no el día y la hora en que se produciría el levantamiento, pero habían decidido no abortarla. Así, en la noche del 8 de junio, fueron apresados cientos de dirigentes gremiales para restar base social al movimiento. Cuando Aramburu viajó ese día a la provincia de Santa Fe dejó el Decreto 10.362 de Ley Marcial, y preparados los Decretos 10.363/56, de pena de muerte, y el 10.364 de las personas a fusilar. Los decretos eran correlativos y se publicaron así en el Boletín Oficial con posterioridad.
Valle junto con el resto del grupo habían previsto leer la proclama revolucionaria, a las 23:00 del 9 de junio. La instrucción a los insurrectos para lanzarse a la acción debía ser propalada interfiriendo la transmisión radial de una pelea de box por el título sudamericano de los medianos entre el argentino Eduardo Lausse y el chileno Humberto Loayza, a celebrarse en el Luna Park de Buenos Aires. Respecto del propósito de los rebeldes dice Page:

Las horas dolorosas que vive la República, y el clamor angustioso de su Pueblo, sometido a la más cruda y despiadada tiranía, nos han decidido a tomar las armas para restablecer en nuestra Patria el imperio de la libertad y la justicia al amparo de la Constitución y las leyes.

Como responsable de este Movimiento de Recuperación Nacional integrado por las Fuerzas Armadas y por la inmensa mayoría del Pueblo –del que provienen y al que sirven-, declaramos solemnemente que no nos guía otro propósito que el de restablecer la soberanía popular, esencia de nuestras instituciones democráticas, y arrancar a la Nación del caos y la anarquía a que ha sido llevada por una minoría despótica encaramada y sostenida por el terror y la violencia en el poder.

Conscientes de nuestra responsabilidad ante la historia, comprendemos que nuestra decisión es el único camino que nos queda para impedir el aniquilamiento de la República en una lucha estéril y sangrienta entre hermanos, cada día más inevitable e inminente. ¡Viva la patria!

Según la opinión de Page el manifiesto que delineaba los objetivos del movimiento era un tanto vago; llamaba a elecciones a la brevedad posible y exigía la preservación del patrimonio nacional}}
El equipo de Valle estuvo comandado por el coronel José Irigoyen, el capitán Costales y varios civiles. A las 22:00, la radio se instaló en la Escuela Técnica N.º 3 "Salvador Debenedetti", en Avellaneda. Pero a las 22:30, un comando de operaciones los secuestra en la entrada a la radio. La proclama sí se escuchó en la provincia de La Pampa, donde actuaba el capitán Adolfo Philippeaux. El alzamiento contó con el apoyo de la policía de Santa Rosa y se pudo transmitir desde Radio del Estado. La aviación naval de la Base Espora lanzó bombas contra la emisora, tras haber fracasado el intento de interferir la frecuencia.
Otros lugares de la alzada eran Campo de Mayo, sublevado por los coroneles Ricardo Ibazeta y Alcibíades Eduardo Cortínes; el Regimiento II de Palermo, por el sargento Isauro Costa; la Escuela de Mecánica del Ejército, sublevado por el suboficial Ernesto Gareca, el suboficial Miguel Ángel Paolini, el sargento José María Rodriguez y el sargento Hugo Eladio Quiroga; el Regimiento 7 de la Plata, por el teniente coronel Oscar Cogorno; el grupo de civiles, entre otros, operando en Florida, en la calle Hipólito Yrigoyen 4519, donde se reunieron los Lizaso, Carranza, Garibotti, Brión y Rodríguez y Julio Troxler, entre otros. Además, hubo civiles armados y militares que intentaron sublevarse en Santa Fe, Rosario (tomaron por varias horas el Regimiento), Rafaela y Viedma. Excepto en La Pampa, la mayoría de los jefes de fueron apresados. Ante el fracaso del levantamiento, el general Raúl Tanco se dirigió a Berisso y debió huir y esconderse. Mientras el general Valle se ocultó en Buenos Aires, en la casa del político mendocino amigo, Adolfo Gabrielli, ante la certeza de que el movimiento había sido delatado.
.
Los levantamientos se produjeron entre las 22:00 y la medianoche del 9 de junio. El 12 de junio, Valle decidió entregarse a cambio de que se detuviera la represión a su movimiento y se le respetara la vida. Le tocó al capitán de navío Francisco Manrique, enviado de Rojas, ir a buscarlo. A las 14 de ese día, Valle ingresó con su amigo Gabrielli y Manrique al Regimiento I de Palermo, donde fue interrogado y juzgado por un tribunal que también presidió el general Lorio.se los llevó detenidos. A ese grupo se le aplicó la ley marcial con retroactividad estaban detenidos antes de que fuera emitida.
Otras acciones se dieron en el regimiento de Palermo, la sede del Automóvil Club Argentino. Fracasaron, lo mismo que las acciones en Viedma y en tres ciudades santafesinas: Rosario, Rafaela y Sarratea.
El 13 de junio cesó la ley marcial. El general Tanco con otros hombres logró, el 14 de junio, asilarse en la Embajada de Haití en Buenos Aires, a cargo del embajador Jean Brierre. Pero el general Domingo Quaranta (jefe del SIDE), invadió ilegalmente la delegación junto con un grupo de comandos civiles, para secuestrar y detener a los asilados. Los comandos civiles intentaron fusilarlos en la puerta de la embajada, pero la presencia de testigos se lo impidió. El embajador Brierre inició una serie de gestiones con la cancillería y finalmente logró que los secuestrados le fueran restituidos a su embajada.
En Campo de Mayo fueron ejecutados seis militares entre ellos coroneles Ibazeta y Eduardo Cortines, que ante el improvisado tribunal. El tribunal de guerra decidió no aplicar la pena de muerte, Arturo Ossorio Arana, avisó que se los fusilaría, no en virtud de la ley marcial sino por un decreto del dictador Aramburu.
El saldo de esas 72 horas de junio de 1956 fue trágico y dio paso al baño de sangre que en años venideros sufriría el país: 18 militares y 13 civiles fueron asesinados.

## Fusilamientos

### Fusilamientos públicos

Portada del diario Resistencia Popular de 1957, donde se da cuenta de los fusilamientos ordenados por el Poder Ejecutivo.

A las 0:32 del 10 de junio, la dictadura estableció la Ley Marcial por un decreto firmado por Aramburu, Rojas, los ministros de Ejército, Arturo Ossorio Arana, de Marina; Teodoro Hartung; de Aeronáutica, Julio César Krause y de Justicia, Laureano Landaburu. No se podía aplicar la Ley Marcial a los sublevados ya que el supuesto delito cometido ocurrió antes de la puesta en vigencia de la misma, violándose el principio legal de la irretroactividad de la ley penal. Pocas horas después, firmaron el decreto 10.363 que ordenó fusilar a quienes violaren la Ley Marcial. 
En la Escuela de Mecánica del Ejército, habiéndose sofocado totalmente la sublevación por su director, el general Enrique Pizarro Jones y el teniente Tierno, el domingo 10 de Junio en horas de la tarde, se conformó el tribunal que debería interrogar y dictar sentencia a los prisioneros. Lo integraron el general Ricardo Arandía, el general Enrique Pizarro Jones, el teniente Quijano Semino, el general Huergo y un oficial militar auditor. Luego de tomar las declaraciones a los detenidos, el auditor expresó que “no corresponde el juicio marcial, ya que implicaría aplicar el bando con retroactividad”. El general Huergo abogó furiosamente por la pena capital, contra la opinión en contrario del general Arandía Ricardo y del general Pizarro Jones. Estos, con toda razón, se negaban a castigar una falta con una pena dictada con posterioridad. El teniente coronel Quijano Semino tuvo la valentía de apoyar con firmeza el justo parecer del tribunal; y con severas palabras censuró la prepotencia de Huergo: “Nada tiene que hacer Ud. aquí. Ud. es un general en disponibilidad”. El tribunal juzgó conforme al Código Militar y aplicó años de cárcel, no la pena capital. Pero el dictamen del tribunal, que había parecido justo incluso al ministro Ossorio Arana, no conformó a Aramburu ni a los consultivos. (…) Cuando Arandía y Pizarro Jones se retiraban de la presencia de Aramburu, después de haber agotado todos los recursos en defensa del Derecho, palidecían como muertos. El general Arandía se trasladó a Casa de Gobierno a comunicar la recomendación del auditor, compartida por todos los miembros del tribunal, y la respuesta que recibió fue breve y terminante: “el poder ejecutivo ha resuelto la muerte de esos hombres” (Ferla 2007: 89). De vuelta en la Escuela de Mecánica, los mismos miembros del
tribunal militar que horas antes habían acordado que no correspondía aplicar la ley marcial, dispusieron lo necesario para cumplir la orden de  mando militar y fusilar a los detenidos por orden del Poder Ejecutivo. Estando bajo ley marcial en esos momentos de recibir la orden, al tribunal no le quedó otra alternativa que cumplirla. En la madrugada del lunes 11 de junio se integró un pelotón de fusilamiento con aspirantes de entre 15 y 17 años que ejecutó la orden de fusilar al suboficial Ernesto Gareca, al suboficial Miguel Ángel Paolini, al sargento José María Rodriguez y al sargento Hugo Eladio Quiroga, quienes se habían sublevado en la Escuela de Mecánica del Ejército.
En Campo de Mayo, en tanto, el general de brigada Juan Carlos Lorio presidió un tribunal que realizó un juicio sumarísimo. Concluyó que los sublevados no debían ser fusilados. Pero Aramburu ratificó su decisión. Lorio pidió que se dejara por escrito. Aramburu y su gobierno firmaron entonces el decreto 10.364 que detallaba la lista de once militares que debían ser fusilados (única orden de ejecución oficialmente inscrito en la historia argentina).  No existen registros de esos juicios sumarios, ni del informe forense que debió determinar la causa de la muerte.
Después, Valle fue llevado a la Penitenciaría Nacional en la Av. Las Heras. El director del Museo Penitenciario, en 2005, Horacio Benegas, entonces recién ingresado al servicio, recordó que «el 11 en la madrugada fueron fusilados tres militares» en la vieja penitenciaría de la Av. Las Heras. Valle fue alojado en el 6.º piso. La última que lo vio con vida fue su hija Susana Valle. A las 22:20, Valle fue ejecutado con un fusil Máuser 7,65 mm modelo argentino 1909, por un pelotón manteniéndose como secreto de Estado la identidad de sus integrantes.[cita requerida] No hubo orden escrita ni decreto de fusilamiento, ni registro de los responsables.
Existe el registro Detenidos especiales, 1956. Penitenciaría Nacional (Ministerio de Justicia), Archivo del Servicio Penitenciario Federal, Museo Penitenciario Federal, en el barrio de San Telmo, Buenos Aires.
El 24 de mayo de 2006, en el patio del Museo Penitenciario, el alcaide Benegas concedió una entrevista y desplegó el libro Detenidos especiales. Se asombró ante la pregunta: 

Alcaide, ¿por qué la entrada de Valle a la Penitenciaría y su fusilamiento el 12 de junio del 56 aparece intercalado en los registros de 1957?

 Su respuesta fue: 

No sé, me extraña. Pero esto no lo manejamos directamente nosotros.

Quien tuvo ese libro de registros en 1957 debió anotar apresurada y desprolijamente el nombre de Valle para legalizar que había sido fusilado allí. El registro de Valle es: «Preso político 4498»; y asentado después del registro 4497 de Amílcar Darío Viola, ingresado 26 de abril de 1957. Luego, el registro salta al 4499, de Carlos Vázquez, ingresado 8 de octubre de 1957. Lo que ocurrió en abril de 1957, para que el registro de Valle fuera introducido subrepticiamente, fue que para esa fecha, Walsh había logrado estallar la polémica por los asesinatos en los basurales de José León Suárez. El 24 de abril de 1957, la Corte Suprema de Justicia dio un fallo en el caso Livraga: pasar todas las actuaciones a la Justicia Militar. Al mismo tiempo que pasaba la responsabilidad estricta de esos fusilamientos a los militares, cerraba el camino en la justicia civil.

### Fusilamientos de Lanús
Entre las 02:00 y las 04:00, fueron fusilados los detenidos en Lanús.

### Fusilamientos clandestinos de León Suárez
Horas más tarde, en los basurales de José León Súarez, la policía bonaerense, a cargo del teniente coronel Desiderio Fernández Súarez le ordenó al jefe de la Regional San Martín, comisario Rodolfo Rodríguez Moreno, que ejecutara, con armas cortas, a 12 civiles, lo que realizó en los basurales de José León Suárez, en el partido de San Martín, Provincia de Buenos Aires, Argentina. De ellos, cinco murieron y siete lograron huir. Uno de estos últimos, Juan Carlos Livraga, fue el «fusilado que vive» que permitiría a Walsh reconstruir la historia.
En su libro Operación Masacre, el periodista Rodolfo Walsh, que en 1977 sería desaparecido por la dictadura militar, desnuda la trama de lo sucedido en los basurales de José León Suárez. En una investigación periodística demostró que esos fusilamientos ocurrieron antes de que se decretase la ley marcial.
La explicación oficial fue el intento de fuga de los presos. Operación Masacre describe con sumo rigor documental la verdadera historia de los hechos, que nunca fueron juzgados oficialmente.

### Sobrevivientes
Los sobrevivientes fueron Julio Troxler (jefe de Policía de la provincia de Buenos Aires, 1973, en el gobierno peronista de Oscar Bidegain, actor de la película Los hijos de Fierro, de Pino Solanas; militante del espacio del peronismo revolucionario en el que se encontraban, además, Envar el Kadri, John William Cooke y Gustavo Rearte; y asesinado en 1974 por la Triple A), Reinaldo Benavídez, Gavino, di Chiano, Torres, Giunta, Livraga y Díaz.
Livraga lleva a cabo un juicio por lo sucedido,[cita requerida] el temor y la ardua investigación de Walsh y Enriqueta Muñiz logran sacar a luz la matanza perpetrada por parte de la dictadura contra la Resistencia Peronista, una resistencia llevada a cabo, fundamentalmente, por los trabajadores. En ese momento, con el decreto 4161 que reprimía al peronismo y a sus símbolos, hacer una denuncia como la que lleva a cabo Livraga, en diciembre de 1956, era realmente un acto de gran coraje y fortaleza. Estos hombres se habían reunido para escuchar una pelea de boxeo, muchos esperaban las noticias del alzamiento, que terminara la dictadura de Aramburu y Rojas y que volviera Perón. La historia fue diferente. Y en los basurales de José León Suárez fue masacrada gente inocente, trabajadores, otros huyeron y otros siguieron perseguidos, al igual que las familias de los sobrevivientes.

Juan José Valle se había entregado durante madrugada – tres días después del levantamiento para evitar más muertes y luego de que el almirante Isaac Rojas, número dos de la dictadura, le prometiera a través del capitán Francisco Manrique que le respetarían la vida. Rojas aseguro “Bajo mi responsabilidad, que se entregue. Su vida no correrá peligro ninguno”.

Los asesinatos perpetrados por la Policía de la provincia de Buenos Aires fueron llevados a cabo bajo las órdenes de su entonces jefe, el teniente coronel Desiderio Fernández Suárez. En los fusilamientos murieron Lizaso, Carranza, Garibotti, Rodríguez y Brión, mientras que otros siete compañeros, que también habían sido capturados horas antes de la casa del barrio bonaerense de Florida donde se encontraban reunidos, lograron huir de los francotiradores y salvar sus vidas.

## Reacción de Perón
Respecto de la reacción de Perón cuenta Miguel Bonasso:

En carta a Cooke, Perón criticó acerbamente «el golpe militar frustrado», que atribuyó a «la falta de prudencia que caracteriza a los militares». Después, los acusó de haberlo traicionado y conjeturó que, de no haberse ido del país, lo hubieran asesinado «para hacer méritos con los vencedores».

El historiador Joseph A. Page
en una carta que Perón envió a John William Cooke el mismo día del levantamiento de Valle, asegurando que el conductor criticaba su apresuramiento y falta de prudencia.}}

## La masacre en la literatura argentina
- Operación Masacre de Rodolfo Walsh, publicada en Arts. en 1957 y luego editada como libro.
- Mártires y verdugos de Salvador Ferla.
- Brion, Daniel: El presidente duerme - Fusilados en junio de 1956, la generación de una causa.[17]

## La masacre en el cine
- 1973: Operación Masacre. En 1972 se filmó la película Operación Masacre, basada en el libro homónimo de Rodolfo Walsh. Como particularidad del film (estrenado en 1973) merece destacarse la actuación de Julio Troxler, epítome de los sobrevivientes de la masacre.
- 2004: Los fusiladitos (documental). Filme documental de Cecilia Miljiker; con Malena Solda y la participación de Carlos Portaluppi. Fue producido con el apoyo de la Universidad del Cine (Argentina).
- 2006: Patriotas. A medio siglo, los fusilados que hablan (documental). Dirigido por el periodista y escritor Eduardo Anguita. Narra los sucesos de 1956 a través de testimonios de participantes y familiares directos de los fusilados.